# Черни, Йожеф
Йожеф Черни (венг. Cserny József, 18 марта 1892 года — 24 декабря 1919 года) — венгерский революционер, поддержал провозглашение Венгерской советской республики и организовал отряд для защиты советской власти от контрреволюции, который получил название «ленинцы». Пал жертвой Гражданской войны (повешен вместе с тринадцатью товарищами).

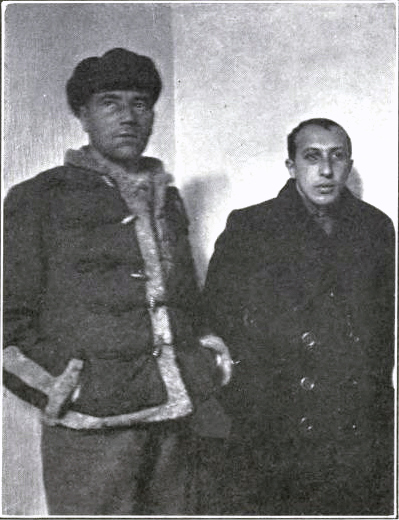
Йожеф Черни и Отто Корвин